# Nowoselskoje (Kaliningrad, Selenogradsk)
Nowoselskoje (russisch Новосельское, deutsch Willkeim) ist ein Ort in der russischen Oblast Kaliningrad. Er liegt im Rajon Selenogradsk und gehört zur kommunalen Selbstverwaltungseinheit Stadtkreis Selenogradsk.

## Geographische Lage
Nowoselskoje liegt im Nordosten des Rajon Selenogradsk, 24 Kilometer von der Oblasthauptstadt Kaliningrad (Königsberg) entfernt. Durch den ort verläuft eine Nebenstraße, die Nekrassowo (Liska-Schaaken) mit Sosnowka (Bledau) südöstlich der Kreisstadt Selenogradsk (Cranz) verbindet. Eine Bahnanbindung besteht nicht.

## Geschichte
Das Dorf Willkeim erfuhr seine Gründung im Jahre 1409. Von 1874 bis 1945 war der Ort in den Amtsbezirk Lobitten (heute russisch: Lugowskoje) eingegliedert, der zum Landkreis Königsberg (Preußen) (von 1939 bis 1945 Landkreis Samland) im Regierungsbezirk Königsberg der preußischen Provinz Ostpreußen gehörte.
Im Jahre 1910 zählte Willkeim 107 Einwohner. Am 1. Oktober 1934 vergrößerte sich Willkeim: durch Zusammenschluss der Landgemeinden Plöstwehnen (heute russisch: Irkutskoje), Stombeck (russisch: Rybnoje, nicht mehr existent) und Willkeim entstand die neue Landgemeinde Willkeim. Zählte der Ort 1933 bereits 307 Einwohner, so waren es 1939 noch 295.
Im Jahre 1945 kam Willkeim innerhalb des nördlichen Ostpreußens zur Sowjetunion und erhielt 1947 die russische Bezeichnung „Nowoselskoje“. Gleichzeitig wurde der Ort Sitz eines Dorfsowjets im Rajon Gurjewsk. Spätestens im Jahr 1965 gelangte der Ort in den Muromski selski Sowet im Rajon Selenogradsk. Von 2005 bis 2015 gehörte Nowoselskoje zur Landgemeinde Kowrowskoje selskoje posselenije und seither zum Stadtkreis Selenogradsk.

### Nowoselski selski Sowet 1947–1958
Der Dorfsowjet Nowoselski selski Sowet (ru. Новосельский сельский Совет) wurde im Juni 1947 im Rajon Gurjewsk eingerichtet. Im Jahr 1958 wurde der Dorfsowjet aufgelöst und in den neu gebildeten  Chrabrowski selski Sowet integriert. Der nördliche Teil dieses ehemaligen Dorfsowjets wurde aber spätestens im Jahr 1965 an den Muromski selski Sowet im Rajon Selenogradsk angeschlossen.
Folgende 18 Orte gehörten zum Dorfsowjet:
| Ortsname                    | Name bis 1947/50 | Jahr der Umbenennung |
| --------------------------- | ---------------- | -------------------- |
| Chrabrowo (Храброво)        | Powunden         | 1947                 |
| Datschnoje (Дачное)         | Birkenberg       | 1950                 |
| Dubrawa (Дубрава)           | Korreynen        | 1947                 |
| Gorochowo (Горохово)        | Sprittlauken     | 1947                 |
| Gussewo (Гусево)            | Dorben           | 1950                 |
| Irkutskoje (Иркутское)      | Plöstwehnen      | 1950                 |
| Jasnoje (Ясное)             | Kirchengrund     | 1950                 |
| Karjernoje (Карьерное)      | Pomehnen         | 1947                 |
| Lugowskoje (Луговское)      | Lobitten         | 1947                 |
| Luschki (Лужки)             | Kiauten          | 1950                 |
| Morschanskoje (Моршанское)  | Schreitlacken    | 1950                 |
| Nadeschdino (Надеждино)     | Twergaiten       | 1947                 |
| Nowoselskoje (Новосельское) | Willkeim         | 1947                 |
| Priwolnoje (Привольное)     | Gunthenen        | 1947                 |
| Raduschnoje (Радужное)      | Ellerkrug        | 1950                 |
| Rybnoje (Рыбное)            | Stombeck         | 1947                 |
| Saizewo (Зайцево)           | Trentitten       | 1947                 |
| Schirokopolje (Широкополье) | Roppen           | 1950                 |

## Kirche
Willkeim gehörte mit seiner fast ausnahmslos evangelischen Bevölkerung vor 1945 zum Kirchspiel Powunden (heute russisch: Chrabrowo) innerhalb des Kirchenkreises Königsberg-Land II in der Kirchenprovinz Ostpreußen der Kirche der Altpreußischen Union. Heute liegt Nowoseslkoje im Einzugsbereich zweier in den 1990er Jahren neu gegründeten evangelisch-lutherischen Gemeinden: Marschalskoje (Gallgarben) im Osten und Selenogradsk (Cranz) im Westen. Beides sind Filialgemeinden der Auferstehungskirche in Kaliningrad (Königsberg) in der Propstei Kaliningrad der Evangelisch-lutherischen Kirche Europäisches Russland.